# إسماعيل كهريزي
إسماعيل كهريزي (بالفارسية: اسماعیل‌کهریزی) هي قرية تقع في أذربيجان الغربية في إيران. يقدر عدد سكانها بـ 228 نسمة بحسب إحصاء 2016.